# Alkainetos

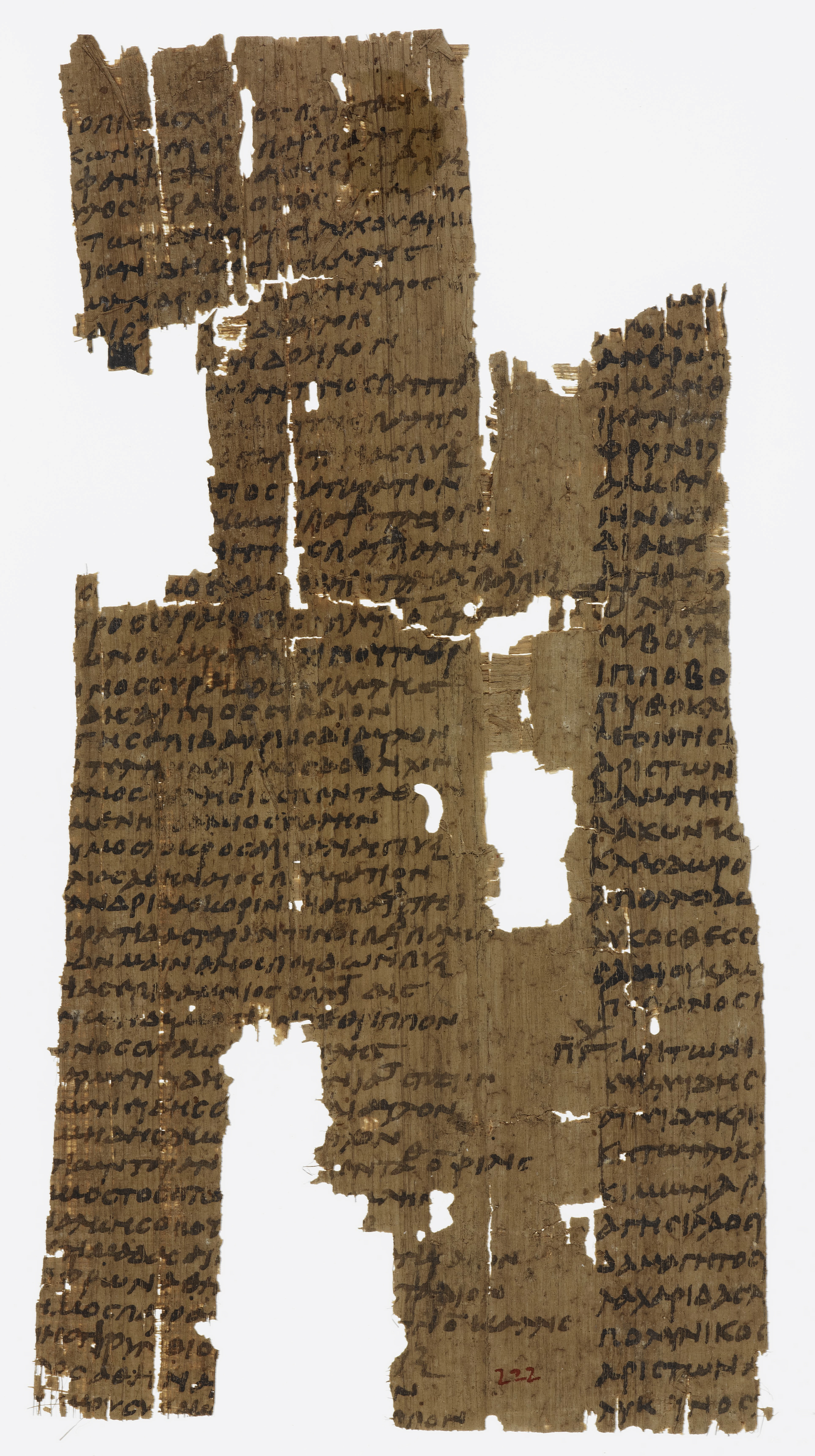
Der Papyrus Oxyrhynchus 222 verzeichnet den Sieg des Alkainetos

Alkainetos (altgriechisch Ἀλκαίνετος), Sohn des Theantos, war ein Olympionike der Olympischen Spiele der Antike aus der triphylischen Stadt Lepreon.
Nach Pausanias war Alkainetos Sieger im Faustkampf der Jungen und später im regulären Faustkampf. Seine beiden Söhne Hellanikos und Theantos waren ebenfalls Sieger im Faustkampf der Jungen, Hellanikos bei den 424 v. Chr. ausgetragenen 89. Spielen, Theantos bei den 90. Spielen 420 v. Chr. Wie von seinen beiden Söhnen befand sich eine Siegerstatue des Alkainetos im Zeusheiligtum in Olympia.
Der Olympionikenliste auf dem Papyrus Oxyrhynchus 222 zufolge siegte Alkainetos im Faustkampf der Jungen während der 81. Spiele 456 v. Chr.